# Fryderyki 2019
Fryderyki 2019 – 25. edycja polskich nagród muzycznych Fryderyków, przyznawanych przez Akademię Fonograficzną (powołaną przez Związek Producentów Audio-Video), honorująca dokonania przemysłu muzycznego między 1 stycznia a 30 listopada 2018 roku. Ceremonie wręczenia nagród zostały zorganizowane w ramach Fryderyk Festiwalu 2019 w Katowicach. Gala muzyki rozrywkowej i jazzowej odbyła się 9 marca 2019 w Międzynarodowym Centrum Kongresowym i była emitowana na żywo przez TVN. Poprowadzili ją Magda Mołek i Rafał Pacześ. Gala muzyki poważnej odbyła się 12 marca 2019 w siedzibie Narodowej Orkiestry Symfonicznej Polskiego Radia i była emitowana przez Metro. Poprowadzili ją Gabi Drzewiecka i Robert Kamyk.
Nagrody konkursowe zostały przyznane w 31 kategoriach (20 w sekcji muzyki rozrywkowej, 3 w sekcji muzyki jazzowej i 8 w sekcji muzyki poważnej). Najwięcej nominacji (7) i nagród (4) zdobył Dawid Podsiadło, który triumfował we wszystkich kategoriach, w których był nominowany. Po 2 nagrody wygrali Andrzej Kosendiak, Bartosz Dziedzic, Kortez, Krzysztof Zalewski i Marcin Wasilewski. Poza nagrodami konkursowymi zostały przyznane cztery Złote Fryderyki i dwie nagrody publiczności.

## Organizacja
25 października 2018 Związek Producentów Audio-Video (ZPAV) opublikował nowy regulamin Fryderyków i ogłosił zmiany organizacyjne w sekcji muzyki rozrywkowej. Liczba kategorii dla albumów została zwiększona z 6 w poprzedniej edycji do 18. Po siedmiu latach powróciły kategorie: kompozytor roku, autor roku, album roku metal, album roku blues / country, album roku muzyka poetycka, album roku muzyka ilustracyjna, najlepszy album zagraniczny i najlepsza oprawa graficzna. Po raz pierwszy zostały utworzone kategorie: album roku pop alternatywny, album roku dance, album roku reggae, album roku punk, album roku soul / R&B / gospel, album roku muzyka dziecięca i młodzieżowa oraz nowe wykonanie (dla coverów i albumów koncertowych). Regulamin wskazał także zmiany w nagradzanych podmiotach. Za utwór roku jedynymi laureatami zostali wykonawcy (w poprzednich latach byli nimi także kompozytorzy i autorzy). W kategoriach najlepsza oprawa graficzna i teledysk roku jedynymi nagradzanymi zostali kolejno autorzy opraw graficznych i reżyserzy teledysków (wcześniej byli to także wykonawcy).
Przyjmowanie przez Akademię Fonograficzną zgłoszeń do Fryderyków 2019 trwało od 25 października do 23 listopada 2018. Łącznie o nominację ubiegało się 1257 albumów, utworów i teledysków. 25 stycznia 2019 ZPAV ogłosił nominacje i podał laureatów Złotych Fryderyków. W sekcji muzyki rozrywkowej nominacje objęły 14 kategorii albumowych – ze względu na niedostateczną liczbę zgłoszeń nie zostały utworzone kategorie: album roku dance, album roku reggae, album roku punk i album roku soul / R&B / gospel.
Również 25 stycznia 2019 ZPAV ogłosił zmianę formuły Fryderyków w związku z jubileuszem 25-lecia plebiscytu. Nagrody miały zostać wręczone podczas Fryderyk Festiwalu, zaplanowanego na 9–12 marca 2019 w Katowicach. Została utworzona możliwość kupna biletów na widownię ceremonii (w poprzednich latach brali w nich udział tylko zaproszeni goście), zaś transmisję telewizyjną przejął TVN (w poprzednich latach gale emitowała Telewizja Polska). Zostały także zapowiedziane dodatkowe nagrody publiczności. Producentem festiwalu zostały agencje Live i Festival Group, zaś partnerem Związek Artystów Wykonawców STOART. 30 stycznia 2019 organizatorzy przedstawili program gali muzyki poważnej, a 1 i 9 lutego 2019 podali artystów, którzy wystąpią w części festiwalu poświęconej muzyce rozrywkowej. 21 lutego 2019 rozpoczęło się głosowanie na laureatów dwóch nagród publiczności. 1 marca 2019 został zaprezentowany program wydarzeń towarzyszących festiwalu.
Pierwszą częścią Fryderyk Festiwalu była gala muzyki rozrywkowej i jazzowej, która odbyła się 9 marca 2019 w Międzynarodowym Centrum Kongresowym (MCK) i była emitowana na żywo przez TVN. Poprowadzili ją prezenterka Magda Mołek i stand-uper Rafał Pacześ. Część nagród została wręczona przed rozpoczęciem transmisji telewizyjnej, a TVN pokazał tylko skrót z ich odbierania. Impreza odnotowała średnią oglądalność telewizyjną na poziomie 1 557 129 widzów. Dzień później w tym samym miejscu miały miejsce koncerty. Przez oba dni w MCK odbywały się także konferencje, warsztaty i panele dyskusyjne. 12 marca 2019 w siedzibie Narodowej Orkiestry Symfonicznej Polskiego Radia odbyła się gala muzyki poważnej, transmitowana na żywo przez należący do TVN Grupy Discovery kanał Metro. Poprowadzili ją dziennikarze Gabi Drzewiecka i Robert Kamyk.

## Przebieg

### Gala muzyki rozrywkowej i jazzu (9 marca 2019)
Występy podczas gali muzyki rozrywkowej i jazzu:
- Tulia – „Pali się”
- Roksana Węgiel – „Anyone I Want to Be”
- Baranovski – „Luźno”
- Kayah – „Chwytaj dzień”
- Skaldowie – „Wszystko mi mówi, że mnie ktoś pokochał”, „Prześliczna wiolonczelistka”
- Agnieszka Chylińska – „Mam zły dzień”
- Reni Jusis – „Zakręcona”
- Lanberry – „Nie ma mnie”
- Nosowska – „Ja pas!”, „Joystick”
- Edyta Górniak – „When You Come Back to Me”
- Krzysztof Zalewski – „Przyjdź w taką noc”
- Kortez – „Hey Wy”
- Brodka – „Wszystko czego dziś chcę”
- Ørganek – „Niemiłość”
- Kortez, Dawid Podsiadło i Krzysztof Zalewski – „Początek”
- Dawid Podsiadło – „Matylda”
- Artur Rojek oraz Zespół Pieśni i Tańca „Śląsk” – „Beksa”

### Fryderyk Festiwal (10 marca 2019)
Koncerty podczas festiwalu:
- Męskie Granie Orkiestra: Ørganek i goście (Miuosh, Mela Koteluk, Piotr Rogucki, Michał Kowalonek, Małgorzata Ostrowska, Kobra i Tomasz Lipiński)
- Dawid Podsiadło
- Brodka
- Mela Koteluk
- Łąki Łan
- The Dumplings

### Gala muzyki poważnej (12 marca 2019)
Występy podczas gali muzyki poważnej:
- NOSPR (dyrekcja: Alexander Humala) – uwertura do Kandyda(inne języki) (Leonard Bernstein)
- Janusz Wawrowski (skrzypce) i NOSPR (dyrekcja: Alexander Humala) – II koncert skrzypcowy d-moll op. 22(inne języki) (Henryk Wieniawski)
- Ismail Lumanovski (klarnet), Pan Ton Quartet – Dybbuk (Wlad Marhulets)
- Szymon Nehring (fortepian) i NOSPR (dyrekcja: Alexander Humala) – I koncert fortepianowy b-moll op. 23: Allegro non troppo e molto maestoso – Allegro con spirit (Piotr Czajkowski)

## Laureaci i nominowani

### Sekcja muzyki rozrywkowej
| Utwór roku | Fonograficzny debiut roku |
| --- | --- |
| - „Początek” – Męskie Granie Orkiestra 2018 (Kortez, Dawid Podsiadło i Krzysztof Zalewski) - „Małomiasteczkowy” – Dawid Podsiadło - „Nic tu po mnie” – Michał Szczygieł - „Nie dobiję się do Ciebie” – Daria Zawiałow - „Nie ma mnie” – Lanberry | - Tulia - Baranovski - Pola Rise - Roksana Węgiel - Tęskno |
| Kompozytor roku | Autor roku |
| - Dawid Podsiadło i Bartosz Dziedzic - Barbara Wrońska - Dominic Buczkowski-Wojtaszek, Patryk Kumór i Lanberry - Krzysztof Zalewski, Dawid Podsiadło, Olek Świerkot i Marcin Macuk - Patryk Kumór, Michał Pietrzak, Dominic Buczkowski-Wojtaszek i Jan Bielecki | - Dawid Podsiadło - Kasia Lins - Katarzyna Nosowska - Krzysztof Zalewski i Dawid Podsiadło - Patryk Kumór, Michał Pietrzak, Dominic Buczkowski-Wojtaszek i Jan Bielecki |
| Album roku pop | Album roku pop alternatywny |
| - Małomiasteczkowy – Dawid Podsiadło - produkcja: Bartosz Dziedzic - 1984 – Paweł Domagała - produkcja: Łukasz Borowiecki - AYA – Kasia Kowalska - produkcja: Adam Abramek i Marek Dziedzic - Dobrze, że jesteś – Zbigniew Wodecki - produkcja: Katarzyna Wodecka-Stubbs i Twist On Productions - produkcja muzyczna: Rafał Stępień - miXtura – Lanberry - produkcja: Piotr Siejka, Jakub Krupski, Krzysztof Morange, Michał Głuszczuk, Jakub Moreau, GRDRB.MSC, Reece Pullinger, Don, Paul Whalley, Steve Manovski, Marcel Zavodi, Lewis Gardiner i Cameron Warren                                                                      | - Migawka – Mela Koteluk - produkcja: Marek Dziedzic - Dom z ognia – Barbara Wrońska - produkcja: Barbara Wrońska - Marginal – Pablopavo i Ludziki - produkcja: Andrzej Giegiel i Ludziki - Raj – The Dumplings - produkcja: Kuba Karaś - Wiersz ostatni – Kasia Lins - produkcja: Marcin Bors i Michał Lange                                  |
| Album roku rock | Album roku alternatywa |
| - Wiedza o społeczeństwie – Lao Che - produkcja: Emade i Wieża - Anhedonia – Illusion - produkcja: Illusion i Szymon Sieńko - Poliamoria – Limboski - produkcja: Marcin Bors - Ultramagnetic – Power of Trinity - produkcja: A_GIM - Wasteland – Riverside - produkcja: Mariusz Duda, Magda Srzednicka i Robert Srzednicki | - Basta – Nosowska - produkcja: Fox - Life on Planet B – Bokka - produkcja: Bokka i Daniel Walczak - Przewijanie na podglądzie – Król - produkcja: Błażej Król - Szatan na Kabatach – Arkadiusz Jakubik - produkcja: Kuba Galiński - Ślubu nie będzie – Marysia Starosta - produkcja: Sampler Orchestra                                        |
| Album roku hip hop | Album roku elektronika |
| - Ground Zero Mixtape – PRO8L3M - produkcja: Art Brut - Soma 0,5 mg – Taconafide - produkcja: różni - W drodze po szczęście – O.S.T.R. - produkcja: Killing Skills - 048 – Abradab - produkcja: Abradab, Jaroz i DJ Eprom - Café Belga – Taco Hemingway - produkcja: Rumak i Borruci | - Gradient – Xxanaxx - produkcja: Michał Wasilewski - Dare – Kamp! - produkcja: Kamp! - Heartbreaks & Promises vol. 4 – Flirtini - produkcja: różni - Torino – Sonar - produkcja: Łukasz Stachurko - Znikam na chwilę – Linia Nocna - produkcja: Tribbs i Monika Wydrzyńska                                                                    |
| Album roku folk / muzyka świata | Album roku blues / country |
| - Sto lat Panie Staśku! – Warszawskie Combo Taneczne - produkcja: Jan Młynarski i Mista Pita - Ernest Bryll. Jasność Narodzenia – Mirosław Kowalik, Ania Rusowicz, Krystyna Prońko, Jan Trebunia-Tutka, Andrzej Polak, Anna Trebunia-Wyrostek, Jerzy Trela i Ernest Bryll - produkcja: Mirosław Kowalik - Mama Warhola – Tołhaje - produkcja: Piotr Rychlec - Mickiewicz – Stasiuk – Haydamaky – Andrzej Stasiuk i Haydamaky - produkcja: Ołeksandr Jarmoła - Tischner. Mocna nuta – Kayah, Mirosław Kowalik, Mateusz Pospieszalski, Jorgos Skolias, Muniek Staszczyk, Trebunie-Tutki i Wojciech Waglewski - produkcja: Mirosław Kowalik | - Smack – Robert Cichy - produkcja: Robert Cichy - Going Away – Kraków Street Band - produkcja: Kraków Street Band - Life Is Somewhere Else – Daniel Spaleniak - produkcja: Daniel Spaleniak - Pulp – P.Unity - produkcja: Maciej Sondij i Miłosz Oleniecki - Szum – Cheap Tobacco - produkcja: Borys Sawaszkiewicz i Cheap Tobacco            |
| Album roku metal | Album roku muzyka poetycka |
| - I Loved You at Your Darkest – Behemoth - produkcja: Daniel Bergstrand - Vote Is a Bullet – Virgin Snatch - produkcja: Tomasz Zalewski - Zmartwychwstanie – Frontside - produkcja: Tomasz Zalewski i Frontside | - Malinowa… – Stanisława Celińska - produkcja: Maciej Muraszko - Ach! – Katarzyna Groniec - produkcja: Marcin Bors - Semi Electric – Krzysztof Napiórkowski - produkcja: Krzysztof Napiórkowski i Bartłomiej Magdoń - Sokratesa 18 – Artur Andrus - produkcja: Łukasz Borowiecki - Stabat Mater Dolorosa – Siksa - produkcja: Konstanty Usenko |
| Album roku muzyka ilustracyjna | Album roku muzyka dziecięca i młodzieżowa |
| - Kamerdyner. Muzyka z filmu – Polska Orkiestra Radiowa, Piotr Komorowski, Monika Szulińska, Wojciech Malina Kowalewski, Karol Marianowski, Agnieszka Kopacka-Aleksandrowicz i Kortez - produkcja: Antoni Komasa-Łazarkiewicz, Mary Komasa i Kortez - Makbet – Maja Kleszcz, Wojciech Krzak i Teatr Muzyczny „Capitol” - produkcja: Luna Music i Teatr Muzyczny „Capitol” - Ultraviolet – Wojtek Urbański - produkcja: Wojtek Urbański | - Szukaj w snach – Natalia Kukulska i Marek Napiórkowski - produkcja: Marek Napiórkowski - 4Dreamers – 4Dreamers - produkcja: Michał Pietrzak, Sky Adams, Paul Whalley, Knoxa i Yves Gaillard - Dla dzieci – Karimski Club - produkcja: Mateusz Hulbój i Karim Martusewicz                                                                     |
| Nowe wykonanie | Najlepszy album zagraniczny |
| - Zalewski śpiewa Niemena – Krzysztof Zalewski - produkcja: Jerzy Zagórski - Albo Inaczej 2 – Albo Inaczej - produkcja: Mariusz Obijalski - produkcja wykonawcza: Witek Michalak - Tulia – Tulia - produkcja: Marcin Kindla - „U Bronki wstawa” – Warszawskie Combo Taneczne - „Wszystko czego dziś chcę” – Brodka i A_GIM | - Anthem of the Peaceful Army – Greta Van Fleet - A Star Is Born – Lady Gaga i Bradley Cooper - Effet miroir – Zaz - Egypt Station – Paul McCartney - Man of the Woods – Justin Timberlake |
| Teledysk roku | Najlepsza oprawa graficzna |
| - „Początek” (Męskie Granie Orkiestra 2018: Kortez, Dawid Podsiadło i Krzysztof Zalewski) – Tadeusz Śliwa - „Łuny” (Natalia Nykiel) – Łukasz Zabłocki - „Małomiasteczkowy” (Dawid Podsiadło) – Tomasz Bagiński - „Nagasaki” (Nosowska) – Jacek Kościuszko - „Powiedz mi to w twarz” (Zuza Jabłońska, gościnnie: Jan-Rapowanie i Siles) – Dawid Ziemba | - Małomiasteczkowy (Dawid Podsiadło) – Bartłomiej Walczuk - AYA (Kasia Kowalska) – Tomek Kudlak - Basta (Nosowska) – Macio Moretti - miXtura (Lanberry) – Angelika Bujak - Raj (The Dumplings) – Mariusz Mrotek (autor oprawy graficznej) i Daniel Jaroszek (fotografia)                                                                       |

### Sekcja muzyki jazzowej
| Album roku jazz | Album roku jazz                                                                     |
| --- | ----------------------------------------------------------------------------------- |
| - Live – Marcin Wasilewski Trio - produkcja: Manfred Eicher - Circlesongs – Tomasz Chyła Quintet - produkcja: Tomasz Chyła Quintet - Inside – Dawid Lubowicz Quartet - produkcja: Dawid Lubowicz - Product Placement – Kamil Piotrowicz Sextet - produkcja: Kamil Piotrowicz - Ulotne – Anna Maria Jopek i Branford Marsalis - produkcja: Anna Maria Jopek |                                                                                     |
| Artysta roku jazz | Debiut roku jazz                                                                    |
| - Marcin Wasilewski - Atom String Quartet - Marcin Masecki - Nikola Kołodziejczyk - Tomasz Chyła | - Emil Miszk - Dawid Lubowicz - Dominik Kisiel - Łukasz Kokoszko - Michał Martyniuk |

### Sekcja muzyki poważnej
| Najwybitniejsze nagranie muzyki polskiej |
| --- |
| - Grażyna Bacewicz: Kwintety fortepianowe, Kwartet na 4 skrzypiec, Kwartet na 4 wiolonczele - Kwartet Śląski, Wojciech Świtała, Krzysztof Lasoń, Małgorzata Wasiucionek, Polish Cello Quartet - Johann Gottlieb Goldberg: Wszystkie koncerty klawesynowe - Alina Ratkowska, Adam Pastuszka, Goldberg Baroque Ensemble - Hommage à Penderecki - Anne-Sophie Mutter, Lambert Orkis, Roman Patkoló, London Symphony Orchestra (dyrekcja: Krzysztof Penderecki) - Herdzin – Concerto and Concertino - Elbląska Orkiestra Kameralna, Krakowskie Trio Stroikowe, Katarzyna Budnik-Gałązka, Paweł Gusnar (dyrekcja: Krzysztof Herdzin) - kompozytor: Krzysztof Herdzin - Polish Music (Młynarski, Weinberg, Penderecki) - Orkiestra Filharmonii Narodowej (dyrekcja: Jacek Kaspszyk) |
| Album roku muzyka chóralna, oratoryjna i operowa |
| - Stanisław Moniuszko: Widma - Jarosław Bręk, Aleksandra Kubas-Kruk, Mariusz Bonaszewski, Paweł Janyst, Chór NFM, Wrocławska Orkiestra Barokowa (dyrekcja: Andrzej Kosendiak) - Karol Szymanowski. Loteria na mężów czyli narzeczony nr 69 (operetka w 3 aktach) - Wiesław Ochman, Marcin Bronikowski, Rafał Bartmiński, Ewa Biegas, Urszula Kryger, Adam Kruszewski, Piotr Kusiewicz, Anna Lubańska i inni, Zespół Śpiewaków Miasta Katowice Camerata Silesia, Narodowa Orkiestra Symfoniczna Polskiego Radia w Katowicach (dyrekcja: Michał Klauza) - Musica Sacromontana XIII: Józef Zeidler – Missa D-dur - Aleksandra Kubas-Kruk, Anna Radziejewska, Jarosław Bręk, Karol Kozłowski, Sinfonia Varsovia, Zespół Śpiewaków Miasta Katowice Camerata Silesia (dyrekcja: Jerzy Maksymiuk) - Paweł Łukaszewski: Beatus vir - Chór Filharmonii Częstochowskiej Collegium Cantorum (dyrekcja: Aleksandra Zeman) - Polska muzyka chóralna - Polski Chór Kameralny (dyrekcja: Jan Łukaszewski) - Siergiej Rachmaninow: Całonocne czuwanie (All-Night Vigil) - Jadwiga Rappé, Mateusz Markuszewski, Chór Akademicki Uniwersytetu Warszawskiego (dyrekcja: Irina Bogdanovich) - Stanisław Moniuszko: Straszny dwór - Leszek Skrla, Anna Fabrello, Karolina Sikora, Ryszard Minkiewicz, Daniel Kotliński, Paweł Skałuba, Krzysztof Bobrzecki, Piotr Lempa, Stefania Toczyska, Alicja Rumianowska, Piotr Kusiewicz, Wiesława Maliszewska, Konstanty Andrzej Kulka, Chóry i Orkiestra Symfoniczna Akademii Muzycznej im. Stanisława Moniuszki w Gdańsku (dyrekcja: Zygmunt Rychert) |
| Album roku muzyka dawna |
| - Marcin Mielczewski II - Wrocław Baroque Ensemble (dyrekcja: Andrzej Kosendiak) - Gamba Sonatas - Anna Firlus i Krzysztof Firlus - Historia de sancto Paulo primo heremita patre nostro - Schola Gregoriana Cardinalis Stephani Wyszyński (dyrekcja: Michał Sławecki) - Melodie na psałterz polski. Opera Omnia - Marc Lewon, Paul Kieffer, Chór Polskiego Radia (kierownictwo: Agnieszka Budzińska-Bennett) - Musica Baltica. Vol. 4. Johann Jeremias du Grain – Sacred Cantatas - Marie Smolka, Elisabeth Holmer, Georg Poplutz, Marek Rzepka, Goldberg Baroque Ensemble, Goldberg Vocal Ensemble (dyrekcja: Andrzej Szadejko) |
| Album roku muzyka kameralna |
| - Giovanni Battista Pergolesi – Stabat Mater, Paweł Łukaszewski – Luctus Mariae - Anna Mikołajczyk-Niewiedział, Wanda Franek, Zbigniew Pilch, Radosław Kamieniarz, Piotr Chrupek, Jarosław Thiel, Janusz Musiał, Marta Niedźwiecka - Palester & Szymanowski: Kwartety smyczkowe - Apollon Musagète Quartett - Dariusz Przybylski. Percussion Works - Leszek Lorent, Krzysztof Niezgoda, Szymon Linette, Michał Niedziałek, Aleksander Dębicz, Andrzej Karałow, Lubomir Jarosz, Henryk Kowalewicz, Zoltán Kiss, Jakub Mastalerz - Górecki – III Kwartet Smyczkowy - Kwartet Dafô - Mieczysław Wajnberg vol. 2: Kwartety smyczkowe nr 8, 9, 10 - Kwartet Śląski |
| Album roku recital solowy |
| - Hidden Violin - Janusz Wawrowski (skrzypce), José Gallardo (fortepian) - Chopin – konkurs, życie - Elżbieta Tarnawska (fortepian) - Invention - Aleksander Dębicz (fortepian) - Paderewski: Utwory fortepianowe - Radosław Sobczak (fortepian) - Szymanowski – Muzyka fortepianowa - Marek Szlezer (fortepian) |
| Album roku muzyka symfoniczna i koncertująca |
| - Błażewicz, Łukaszewski, Czarnecki – Polskie koncerty współczesne - Marcin Dylla, Paweł Gusnar, Jakub Jakowicz, Tomasz Strahl, Filharmonia Kameralna im. Witolda Lutosławskiego w Łomży (dyrekcja: Jan Miłosz Zarzycki) - 39’45 vol.3 - Marcel Markowski, Maciej Grzybowski, Sinfonia Varsovia (dyrekcja: Jerzy Maksymiuk i Jacek Kaspszyk) - Dziadek: Utwory orkiestrowe - Adam Krzeszowiec, Elżbieta Drążek-Barcik, Agnieszka Wietrzny-Monsterska, Henryk Grychnik, Narodowa Orkiestra Symfoniczna Polskiego Radia w Katowicach (dyrekcja: Antoni Wit i Michał Klauza), Chór Polskiego Radia i Telewizji w Krakowie (przygotowanie chóru: Bronisława Wietrzny), Orkiestra Symfoniczna Polskiego Radia i Telewizji w Krakowie (dyrekcja: Jerzy Koks) - Górecki: Wsłuchani we wszechświat - Joanna Woś, Mariusz Godlewski, Chór Filharmonii Śląskiej (przygotowanie chóru: Jarosław Wolanin), Orkiestra Filharmonii Śląskiej (dyrekcja: Mirosław Jacek Błaszczyk), Agata Zubel i Śląska Orkiestra Kameralna (dyrekcja: Robert Kabara) - Polish Music (Młynarski, Weinberg, Penderecki) - Orkiestra Filharmonii Narodowej (dyrekcja: Jacek Kaspszyk) |
| Album roku muzyka współczesna |
| - Supernova - Atom String Quartet i NFM Orkiestra Leopoldinum (dyrekcja: Christian Danowicz) - kompozytorzy: Hanna Kulenty-Majoor, Mateusz Smoczyński, Dawid Lubowicz, Michał Zaborski, Krzysztof Lenczowski - Herdzin – Concerto and Concertino - Elbląska Orkiestra Kameralna, Krakowskie Trio Stroikowe, Katarzyna Budnik-Gałązka, Paweł Gusnar (dyrekcja: Krzysztof Herdzin) - kompozytor: Krzysztof Herdzin - Paweł Łukaszewski – Musica Profana 2 - Anna Mikołajczyk-Niewiedział, Robert Gierlach, Joanna Citkowicz, Wojciech Świętoński, Kwartet Nostadema, Trombastic - Pie Iesu - Joanna Łukaszewska, Łukasz Farcinkiewicz, Chór Katedry Warszawsko-Praskiej Musica Sacra (dyrekcja: Paweł Łukaszewski) - kompozytorzy: Stanisław Moryto, Marian Borkowski, Sebastian Szymański, Marcin Łukaszewski, Łukasz Farcinkiewicz, Marek Raczyński, Julia Seeholzer, Michał Malec, Paweł Łukaszewski - Saxophone varie vol. 3 - Paweł Gusnar, Agnieszka Przemyk-Bryła, Tomasz Strahl, Aleksandra Ohar-Sprawka, Klaudiusz Baran, Krakowskie Trio Stroikowe, Alina Ratkowska, Joanna Opalińska, Pablo Sánchez-Escariche Gasch, Michał Ochab, Konrad Gzik, Jakub Wydrzyński, The Whoop Group - kompozytorzy: Romuald Twardowski, Anna Ignatowicz-Glińska, Paweł Mykietyn, Paweł Łukaszewski, Aleksander Kościów, Alicja Gronau, Bartosz Kowalski, Krzysztof Herdzin |
| Najlepszy album polski za granicą |
| - Leonard Bernstein: Symphony No. 2 „The Age of Anxiety” - Krystian Zimerman, Berliner Philharmoniker (dyrekcja: Simon Rattle) - Anima Sacra - Jakub Józef Orliński, Il Pomo d’Oro, Maxim Emelyanychev - Hommage à Penderecki - Anne-Sophie Mutter, Lambert Orkis, Roman Patkoló, London Symphony Orchestra (dyrekcja: Krzysztof Penderecki) - Arvo Pärt: The Symphonies - NFM Filharmonia Wrocławska (dyrekcja: Tõnu Kaljuste) - Grażyna Bacewicz: Kwintety fortepianowe, Kwartet na 4 skrzypiec, Kwartet na 4 wiolonczele - Kwartet Śląski, Wojciech Świtała, Krzysztof Lasoń, Małgorzata Wasiucionek, Polish Cello Quartet |

### Złote Fryderyki
Laureaci Złotych Fryderyków:

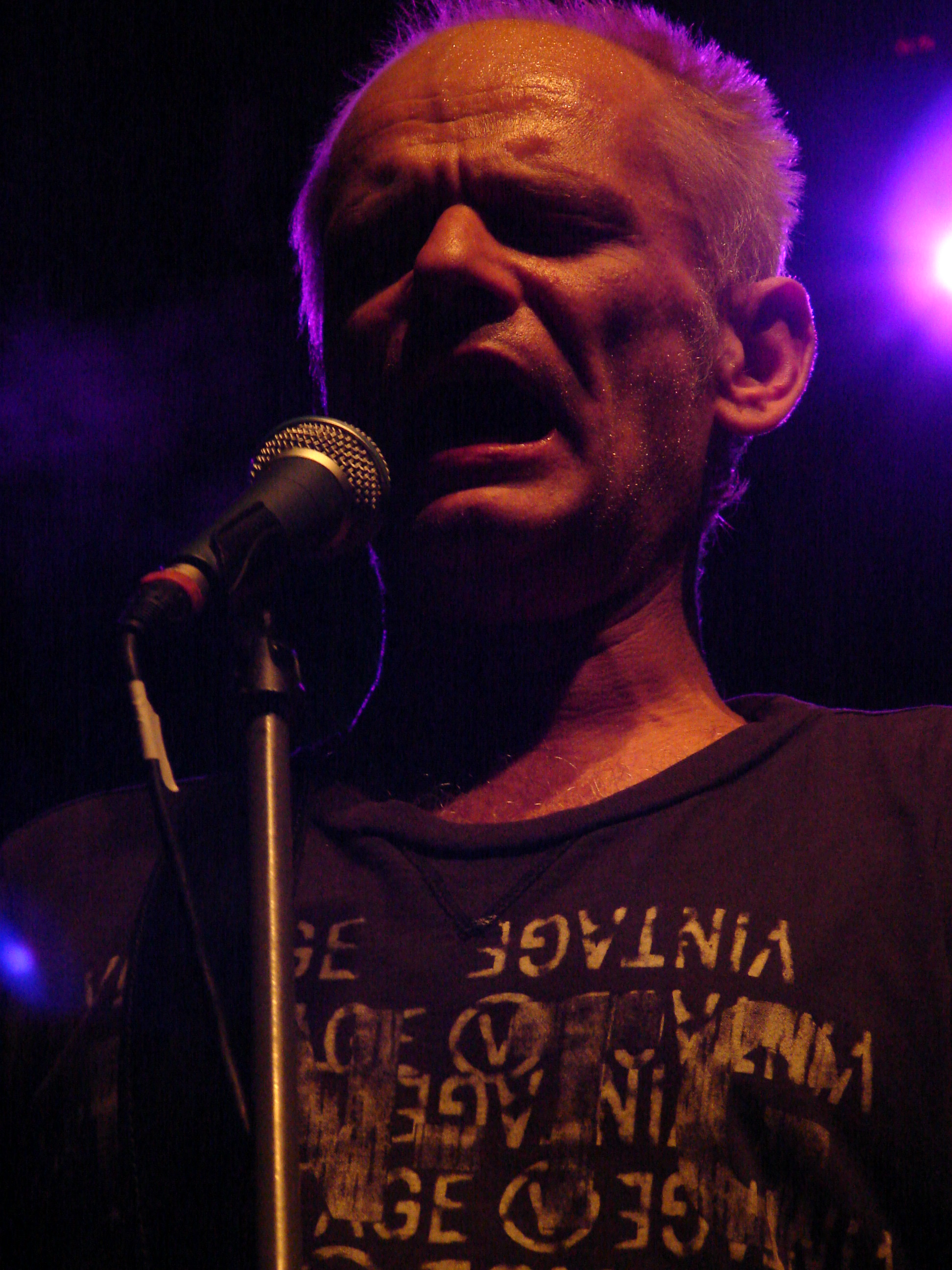
Robert Brylewski, laureat Złotego Fryderyka w muzyce rozrywkowej

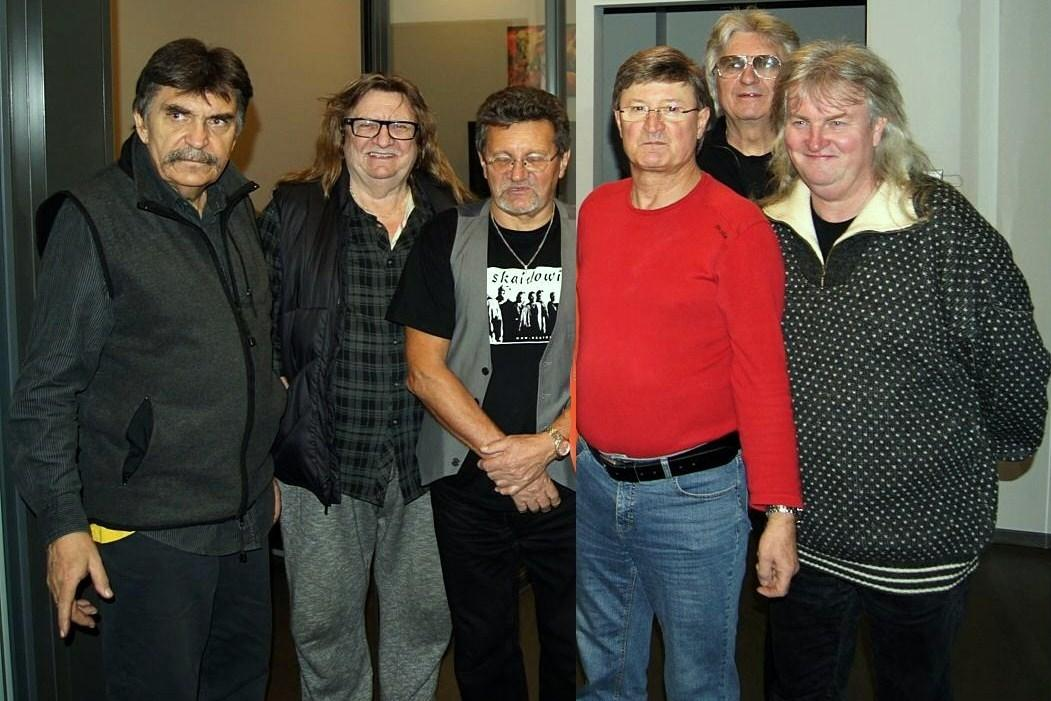
Skaldowie, laureaci Złotego Fryderyka w muzyce rozrywkowej

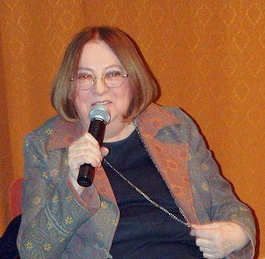
Wanda Warska, laureatka Złotego Fryderyka w muzyce jazzowej

- Robert Brylewski (muzyka rozrywkowa)
- Skaldowie (muzyka rozrywkowa)
- Wanda Warska (muzyka jazzowa)
- Jacek Kaspszyk (muzyka poważna)

### Nagrody publiczności
| Przebój roku | Wydarzenie roku |
| --- | --- |
| - „Weź nie pytaj” – Paweł Domagała (36% głosów) - „05:05” – Bedoes i Kubi Producent - „30 km/h” – Kali - „Art-B” – Taconafide (Taco Hemingway i Quebonafide) - „Byle jak” – Margaret - „Gotowi na wszystko” – Feel i Lanberry - „(I Just) Died in Your Arms” – Komodo - „Kryptowaluty” – Taconafide (Taco Hemingway i Quebonafide) - „Light Me Up” – Gromee, gościnnie: Lukas Meijer - „Łowcy gwiazd” – Cleo - „Mademoiselle” – Blacha - „Małomiasteczkowy” – Dawid Podsiadło - „Nie, nie” – Otsochodzi - „Nowy Kolor” – Otsochodzi, gościnnie: Taco Hemingway - „One Last Time” – Gromee, gościnnie: Jesper Jenset - „Początek” – Męskie Granie Orkiestra 2018 (Dawid Podsiadło, Kortez i Krzysztof Zalewski) - „Tamagotchi” – Taconafide (Taco Hemingway i Quebonafide) - „Ty mała znów zarosłaś” – Sławomir - „UA” – ReTo - „Wonderland” – C-Bool | - Pol’and’Rock Festival 2018 (47% głosów) - Asfalt 20 Live – koncert na 20-lecie wytwórni Asfalt Records - Audioriver 2018 - Auksodrone 2018 - Ekodiesel Tour – Taconafide (Taco Hemingway i Quebonafide) - Enea Spring Break 2018 - Ground Zero Tour – PRO8L3M - In C Terry’ego Rileya w wersji mazowieckiej pod kierownictwem Huberta Zemlera - Inne Brzmienia 2018 - Jazz Jantar 2018 - Małomiasteczkowy Tour – Dawid Podsiadło - Męskie Granie 2018 - Off Festival 2018 - Open’er Festival 2018 - Orange Warsaw Festival 2018 - Sacrum Profanum 2018 - Sunrise Festival 2018 - Tauron Nowa Muzyka 2018 - Unsound Festival 2018 - Up to Date Festival |

## Statystyki
Statystyki nie uwzględniają nagród publiczności.
| Liczba | Osoba/zespół                                                               |
| ------ | -------------------------------------------------------------------------- |
| 4      | Dawid Podsiadło                                                            |
| 2      | Andrzej KosendiakBartosz DziedzicKortezKrzysztof ZalewskiMarcin Wasilewski |

| Liczba | Osoba/zespół |
| ------ | --- |
| 7      | Dawid Podsiadło |
| 4      | Dawid LubowiczJacek KaspszykKrzysztof HerdzinKrzysztof ZalewskiPaweł Gusnar                                                                  |
| 3      | Adam KrzeszowiecDominic Buczkowski-WojtaszekKrakowskie Trio StroikoweKwartet ŚląskiLanberryMarcin BorsMichał PietrzakPatryk KumórTomasz Duda |